# 波之上丸 (3代)
波之上丸（なみのうえまる）は、大島運輸が運航していたフェリー。本項目では、1980年に就航した3代目を取り扱う。

## 概要
福岡造船で建造され、1980年5月に東京航路に就航した。
1986年、ありあけ（初代）の就航により、鹿児島航路に転配された。
1994年6月、フェリーなみのうえの就航により、引退した。
その後、海外売船され、フィリピンに売却され、WILINES MABUHAY 2となった後、スーパーフェリーでSuperFerry 7となったが、1997年に入渠中の火災で焼損、後に解体された。

## 設計
両舷船尾にランプウェイを装備しており、トラック、乗用車などをロールオン・ロールオフ方式で車両甲板に搭載するほか、船首甲板がコンテナスペースとなっており、コンテナをデリックによるリフトオン・リフトオフ方式で搭載する。
翌年に就航したあかつきとは船体規模が同一であるが、同型船ではない。

## 事故・インシデント

### 漁船との衝突
1989年10月27日、3時43分、名瀬港から鹿児島港へ向かっていた本船は、屋久島海峡を航行中、屋久島灯台の南西約11海里の地点で漁船第八みつ丸と衝突した。衝突の直前に本船はみつ丸を視認したが、ほぼ全速力のまま、本船の右舷船首部に、第八みつ丸の船首左舷側が後方から約80度の角度で衝突、みつ丸は左舷船首部および船橋を破損、前部マスト倒壊、後部マスト曲損などの損傷を生じ、船長が軽傷を負った。事故発生当時、天候は晴れで、風力4の東北東の風が吹いていた。事故原因は、第八みつ丸が無灯火で居眠り運航を行い、本船を避けなかったことで発生したが、本船が、レーダーの適切な監視などの見張りが不十分で、衝突回避措置が遅れたことも一因とされた。